# Торак, Йозеф

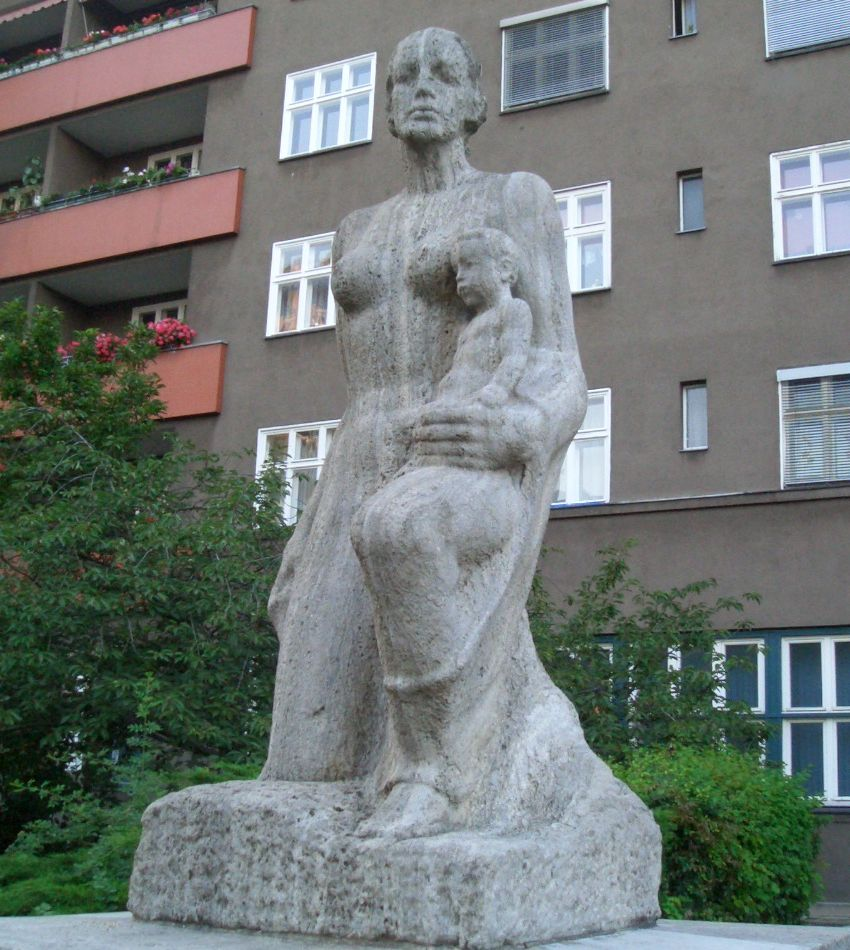
Статуя Торака «Родные места» (1928) в берлинском районе Шарлоттенбург, Германия.

Йозеф Торак (нем. Josef Thorak; 7 февраля 1889, Зальцбург, Австрия — 26 февраля 1952, дворец Хартмансберг, Германия) — австро-немецкий скульптор.
Торак получил признание в 1922 году благодаря статуе «Умирающий воин» в Штольпмюнде (ныне Слупск, Поморское воеводство, Польша) в память погибших жителей этого города в Первой мировой войне. Файл:2M4A2215-11.jpg
С 1933 года Торак, наряду с Арно Брекером и Фрицем Климшем, стал одним из «официальных» скульпторов нацистской Германии. Характерной чертой неоклассического стиля Торака было изображение обнажённых мускулистых фигур брутального вида. В его творчестве заметно некоторое влияние экспрессионизма.